# Astragalus leptothamnus
Astragalus leptothamnus är en ärtväxtart som beskrevs av Pierre Edmond Boissier. Astragalus leptothamnus ingår i släktet vedlar, och familjen ärtväxter. Inga underarter finns listade i Catalogue of Life.